# Marco Ehrenfried

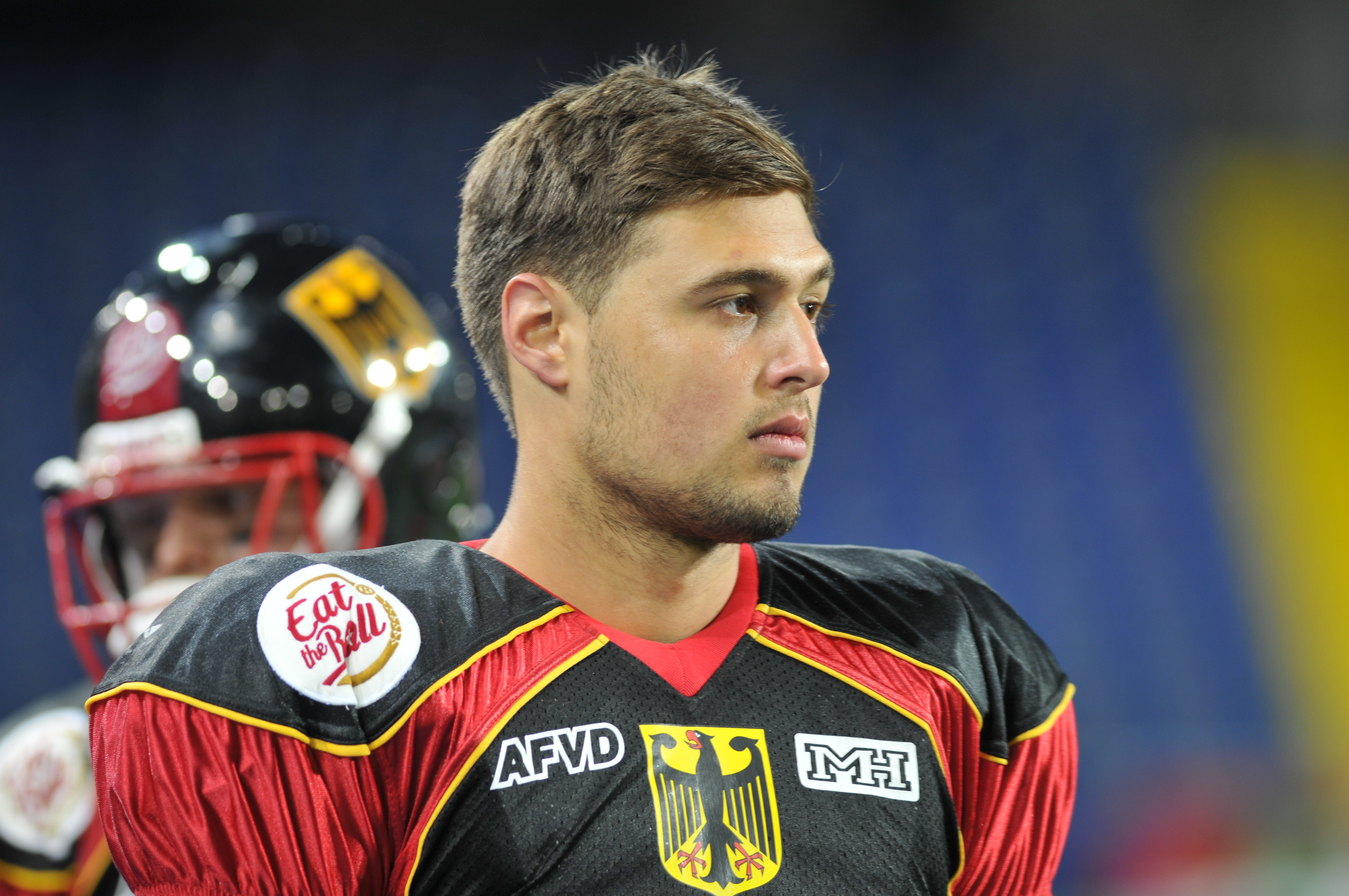
Marco Ehrenfried

Marco Ehrenfried (* 23. November 1991 in Schwäbisch Hall) ist ein ehemaliger deutscher Footballspieler.

## Laufbahn
Die Anfänge von Ehrenfrieds Footballkarriere vollzogen sich im Alter von zehn Jahren. Er verließ die Schwäbisch Hall Unicorns 2012 und spielte von 2012 bis 2014 bei den Mannheim Bandits in der GFL, ehe er nach Schwäbisch Hall zurückkam.
Ehrenfried, der an der Ruprecht-Karls-Universität Heidelberg Geschichte und Sport für das Lehramt studierte, wurde mit den Schwäbisch Hall Unicorns 2014, 2015 und 2016 deutscher Vizemeister (jeweils Endspielniederlagen gegen die Braunschweig Lions). 2017 und 2018 gewann er mit der Mannschaft dann den deutschen Meistertitel, das gelang jeweils in niederlagenlosen Spielzeiten. 2015 stand er mit Schwäbisch Hall im Eurobowl, dort verlor man ebenfalls gegen Braunschweig. Mit der deutschen Nationalmannschaft gewann er 2014 die Europameisterschaft.
Anfang November 2018 gab Ehrenfried seinen Entschluss bekannt, sich aus dem Leistungsfootball zurückzuziehen, um sich seiner Zukunft im Lehrerberuf zu widmen.